# Campeonato do Mundo de Endurance da FIM
O Campeonato do Mundo de Endurance da FIM (FIM EWC) é a principal competição de endurance no motociclismo. A temporada do campeonato consiste numa série de corridas de resistência (com uma duração de oito, doze ou vinte e quatro horas), realizada em circuito permanentes. Os resultados de cada corrida são combinados para determinar três Campeonatos do Mundo, (pilotos, equipas e construtores). Até 2016, o campeonato é realizado anualmente, mas de modo de aproveitar a pausa de Inverno no MotoGP e Superbikes, a partir de setembro de 2016, será realizado de setembro a julho, com as provas europeias a ocorrerem entre novembro e fevereiro.

## História
As corridas de longa distância apareceram quase ao mesmo tempo da invenção do motor de combustão interna, no final do século XIX, com a realização de corridas entre grandes cidades como Paris-Rouen em 1894, Paris-Bordéus, Paris-Madrid e outros. Naqueles anos, carros e motos corriam juntos, competindo por velocidade (tempo mais rápido) ou regularidade (atingir um certo tempo objectivo). Estas corridas em estradas abertas eram muito perigosas e as tragédias fatais sucessivas (tais como 1903 Paris-Madrid) mMais deam as corridas para estradas fechadas ao tráfego normal (antes da criação de verdeiros circuitos de corridas) levou à separação de carros e motos, e as corridas de longa distância se transformaram em ralis.
O Bol d’Or (corrida de resistência mais famosa e prestigiada) realizou-se pela primeira vez em 1922 no circuito de Vaujours, perto de Paris (um circuito de estrada de terra batida usado desde 1888 para competições de 24 horas para bicicletas). Outras provas de resistência foram criadas após a Segunda Guerra Mundial, como  as 24 horas de Warsage (Bélgica) em 1951, as 500 Milhas de Thruxton, em 1955, as 24 Horas de Montjuic, em Barcelona, em 1957, e as 24 horas de Monza (Itália) em 1959 . Mo início, a maioria das corridas tinham uma duração superior a 24 horas, mas cedo foi-se reduzindo à duração, definida em termos quer da distância (500 milhas, 1000 milhas, e muito mais tarde, mesmo 200 Milhas) ou de tempo (12 horas, 8 horas ou 6 horas). 
O Campeonato foi criado em 1960 como Taça de Endurance da FIM. Inicialmente era composta por 4 provas: Thruxton 500, 24 hours of Montjuïc, 24 hours of Warsage e o Bol d'Or.
O Bol d'Or não se realizou entre 1961 e 1968, enquanto os 1000 km de Paris, realizou-se por duas vezes no circuito de Monthlery. Na primeira década, as corridas FIM EC foram realizadas essencialmente na Grã-Bretanha, Itália e Espanha - os três países com mais pilotos.
EM 1976 a Taça de Endurance na FIM tornou-se num Campeonato Europeu e em 1980 em Campeonato Mundial. Durante os anos 1980, o calendário do Campeonato Mundial de Endurance tinha até dez eventos. A popularidade do campeonato diminuiu gradualmente e o calendário foi gradualmente reduzido para apenas quatro, contando apenas com as chamadas "clássicas": 24 Horas de Le Mans, 24 Horas de Liège (realizadas em Spa-Francorchamps), 8 Horas de Suzuka, e o Bol d'Or (realizado principalmente em Paul Ricard ou Magny-Cours).
Em 1989 e 1990, o campeonato voltou a ter a designação de Taça do Mundo, uma vez que o número de eventos exigidos pelo Código Desportivo FIA não foi atingido.
O campeonato com 4 eventos (com as 24 horas de Liège a serem substituídas por outras corridas), no mesmo ano foi mantido até 2016. Em 2015 a FIM e o canal de televisão de desporto pan-europeu Eurosport assinaram um acordo para a promoção e transmissão da competição. Com isso, a organização re-ordenou os eventos, com o novo campeonato a começar em setembro e terminando em julho, com as corridas europeias a realizarem-se durante o inverno evitando os calendários de MotoGP e Superbikes.

## Calendário 2021
| Corrida             | Circuito    |
| ------------------- | ----------- |
| 24 Horas de Le Mans | Le Mans     |
| 12 Horas do Estoril | Estoril     |
| Bol d'Or            | Paul Ricard |
| 8 Horas de Suzuka   | Suzuka      |

## Campeões do Mundo
| 1980-1988, 1991-atualidade | Campeonato do Mundo |
| 1989-1990                  | Taça do Mundo       |

| Ano  | Pilotos campeões                      | Moto campeã          | Pilotos 2º lugar                                | Moto 2º  | Pilotos 3º lugar                                    | Moto 3º  |
| ---- | ------------------------------------- | -------------------- | ----------------------------------------------- | -------- | --------------------------------------------------- | -------- |
| 1980 | Marc Fontan Hervé Moineau             | Honda                | Christian Huguet                                | Kawasaki | Helmut Dähne                                        | Honda    |
| 1981 | Jean Lafond Raymond Roche             | Kawasaki             | Christian Huguet                                | Kawasaki | Jean-Claude Chemarin                                | Kawasaki |
| 1982 | Jean-Claude Chemarin Jacques Cornu    | Kawasaki             | Hervé Guilleux Jean Lafond                      | Kawasaki | Johan van der Wal                                   | Honda    |
| 1983 | Richard Hubin Hervé Moineau           | Suzuki GS series     | Patrick Igoa Jean Lafond                        | Kawasaki | Jacques Cornu                                       | Kawasaki |
| 1984 | Gerard Coudray Patrick Igoa           | Honda RVF750         | Guy Bertin Dominique Sarron                     | Honda    | Patrick de Radigues Jean-Pierre Oudin               | Suzuki   |
| 1985 | Gerard Coudray Patrick Igoa           | Honda RVF750         | Jean-Pierre Oudin                               | Suzuki   | Patrick de Radigues                                 | Suzuki   |
| 1986 | Patrick Igoa                          | Honda RVF750         | Alex Vieira                                     | Honda    | Gérard Coudray                                      | Honda    |
| 1987 | Hervé Moineau Bruno Le Bihan          | Suzuki               | Johan van Vaerenbergh                           | Kawasaki | Eric de Donker                                      | Kawasaki |
| 1988 | Hervé Moineau Thierry Crine           | Suzuki               | Alex Vieira Christophe Boubehin                 | Honda    | Bruno le Bihan                                      | Suzuki   |
| 1989 | Alex Vieira                           | Honda RVF750         | Roger Burnett                                   | Honda    | Jean-Michel Mattioli                                | Honda    |
| 1990 | Alex Vieira                           | Honda                | Jean-Michel Mattioli Stéphane Mertens           | Honda    | Miguel Duhamel                                      | Suzuki   |
| 1991 | Alex Vieira                           | Kawasaki             | Jean-Louis Battistini                           | Kawasaki | Rachel Nicotte Pierre Monneret                      | Yamaha   |
| 1992 | Terry Rymer Carl Fogarty              | Kawasaki             | Michel Graziano                                 | Suzuki   | Jéhan d’Orgeix                                      | Kawasaki |
| 1993 | Doug Toland                           | Kawasaki Ninja ZX-7R | Brian Morrison Wilfried Veille                  | Kawasaki | Simon Buckmaster Steve Manley                       | Kawasaki |
| 1994 | Adrien Morillas                       | Kawasaki             | Bruno Bonhuil Philippe Monneret Juan-Éric Gomez | Suzuki   | Jean-Louis Battistini                               | Kawasaki |
| 1995 | Stéphane Mertens Jean-Michel Mattioli | Honda RC45           | Terry Rymer                                     | Kawasaki | Bruno Bonhuil                                       | Kawasaki |
| 1996 | Brian Morrison                        | Kawasaki             | Alex Vieira William Costes Christian Lavieille  | Honda    | Piergiorgio Bontempi                                | Kawasaki |
| 1997 | Peter Goddard Doug Polen              | Suzuki               | Juan-Éric Gomez                                 | Suzuki   | Christian Lavieille William Costes                  | Honda    |
| 1998 | Doug Polen Christian Lavieille        | Honda RC45           | Bertrand Sebileau                               | Kawasaki | William Costes                                      | Honda    |
| 1999 | Terry Rymer Jéhan d'Orgeix            | Suzuki               | Christian Lavieille                             | Suzuki   | Bruno Bonhuil                                       | Suzuki   |
| 2000 | Peter Lindén Warwick Nowland          | Suzuki               | Stéphane Mertens                                | Suzuki   | Nicolas Dussauge Christophe Guyot Sébastien Scamato | Kawasaki |

| Ano     | Equipa campeã                     | Pontos | Moto campeã        | Pilotos campeões                                                                              | Pilotos 2º lugar                       | Equipa 2º                                                                       | Pilotos 3º lugar                  | Equipa 3º                                                                        |
| ------- | --------------------------------- | ------ | ------------------ | --------------------------------------------------------------------------------------------- | -------------------------------------- | ------------------------------------------------------------------------------- | --------------------------------- | -------------------------------------------------------------------------------- |
| 2001    | WIM Motors Racing                 | 182    | Honda RC51         | Albert Aerts Laurent Naveau Heinz Platacis                                                    | Free Bike Performance                  | Matthieu Lagrive Eric Mizera Bertrand Sibileau Cyril Fernandez                  | Honda Elf                         | Fabien Foret Sébastien Gimbert William Costes Sébastien Charpentier              |
| 2002    | Zongshen 2                        | 123    | Suzuki GSX-R1000   | Warwick Nowland Stephane Mertens Igor Jerman Giovanni Bussei                                  | Zongshen 9                             | Bruno Bonhuil Pierrot Lerat Vanstaen Igor Jerman                                | GMT 94                            | Sebastien Scarnato Christophe Guyot William Costes                               |
| 2003    | Suzuki GB - Phase One             | 143    | Suzuki GSX-R1000   | James Ellison Jason Pridmore Andy Notman Dean Ellison Josh Hayes Olivier Four Jimmy Lindstrom | Zongshen 1                             | Warwick Nowland Stéphane Mertens Igor Jerman                                    | GMT 94                            | Christophe Guyot William Costes Sébastien Gimbert Sebastien Scarnato David Checa |
| 2004    | Yamaha - GMT 94                   | 169    | Yamaha YZF-R1      | David Checa William Costes Sebastien Gimbert Christophe Guyot                                 | Suzuki Castrol                         | Olivier Four Vincent Philippe Matthieu Lagrive                                  | Endurance Moto 38                 | Fréderic Jond Gwen Giabbani Stéphane Duterne                                     |
| 2005    | Suzuki Castrol                    | 134    | Suzuki GSX-R1000   | Keiichi Kitagawa Vincent Philippe Matthieu Lagrive                                            | Bolliger Team                          | Marcel Kellenberger David Morillon                                              | Yamaha Austrian Racing Team       | Gwen Giabbani Igor Jerman                                                        |
| 2006    | Suzuki Castrol                    | 185    | Suzuki GSX-R1000   | Keiichi Kitagawa Matthieu Lagrive Vincent Philippe                                            | Yamaha Austrian Racing Team            | Sébastien Scamato Gwen Giabbani Igor Jerman                                     | Phase One                         | Warwick Nowland Damian Cudlin Christer Miinin                                    |
| 2007    | Suzuki Endurance Racing Team      | 165    | Suzuki GSX-R1000   | Matthieu Lagrive Vincent Philippe Julien Da Costa                                             | Team Kawasaki France                   | Gwen Giabbani Julián Mazuecos Steve Parker                                      | Yamaha Austrian Racing Team       | Igor Jerman Sébastien Scamato Damian Cudlin                                      |
| 2008    | Suzuki Endurance Racing Team      | 109    | Suzuki GSX-R1000   | Julien Da Costa Vincent Philippe Matthieu Lagrive Guillaume Dietrich                          | Yamaha Austrian Endurance Team         | Igor Jerman Steve Martin Steve Plater Gwen Giabbani                             | Folch Endurance                   | Daniel Ribalta Pedro Vallcaneras Felipe López David Tomás José Rita              |
| 2009    | Yamaha Austria Racing Team        | 145    | Yamaha YZF-R1      | Gwen Giabbani Igor Jerman Steve Martin                                                        | Team 18 Sapeurs Pompiers               | Stéphane Molinier David Briére Jérome Tangre                                    | Bolliger Team                     | Horst Saiger Patric Muff Rico Penzkofer Éric Mizera                              |
| 2010    | Suzuki Endurance Racing Team      | 133    | Suzuki GSX-R 1000  | Vincent Philippe Freddy Foray Sylvain Guintoli Guillaume Dietrich Daisaku Sakai               | Bolliger Team                          | Horst Saiger Roman Stamm Patric Muff Frederic Chabosseau                        | Yamaha Austria Endurance Team     | Gwen Giabbani Igor Jerman Steve Martin                                           |
| 2011    | Suzuki Endurance Racing Team      | 109    | Suzuki GSX-R 1000  | Vincent Philippe Freddy Foray Daisaku Sakai Baptiste Guittet                                  | BMW Motorad France                     | Sébastien Gimbert Erwan Nigon Damian Cudlin Hugo Marchand                       | GMT 94                            | Kenny Foray Matthieu Lagrive David Checa                                         |
| 2012    | Suzuki Endurance Racing Team      | 128    | Suzuki GSX-R 1000  | Anthony Delhalle Vincent Philippe Freddy Foray Yukio Kagayama Takuya Tsuda                    | BMW Motorad France                     | Sébastien Gimbert Erwan Nigon Damian Cudlin                                     | GMT 94                            | Kenny Foray Mathieu Lagrive Gwen Giabbani David Checa                            |
| 2013    | Suzuki Endurance Racing Team      | 93     | Suzuki GSX-R 1000  | Anthony Delhalle Vincent Philippe Julien Da Costa Alexander Cudlin                            | GMT 94                                 | David Checa Kenny Foray Matthieu Lagrive Maxime Berger                          | SRC Kawasaki                      | Grégory Leblanc Loris Baz Jérémy Guarnoni Nicolas Salchaud Fabien Foret          |
| 2014    | Yamaha Racing - GMT 94 - Michelin | 141    | Yamaha YZF-R1      | David Checa Mathieu Gines Kenny Foray                                                         | Suzuki Endurance Racing Team           | Anthony Delhalle Erwan Nigon Vincent Philippe Damian Cudlin                     | Team Bolliger #8                  | Horst Saiger Daniel Sutter Roman Stamm Marc Wildesen                             |
| 2015    | Suzuki Endurance Racing Team      | 154    | Suzuki GSX-R 1000  | Anthony Delhalle Etienne Masson Vincent Philippe                                              | GMT 94                                 | David Checa Kenny Foray Mathieu Gines                                           | SRC Kawasaki                      | Grégory LeBlanc Mathieu Lagrive Fabien Foret                                     |
| 2016    | Suzuki Endurance Racing Team      | 88     | Suzuki GSX-R 1000  | Anthony Delhalle Etienne Masson Vincent Philippe                                              | GMT 94                                 | David Checa Niccolo Canepa Lucas Mahias                                         | April Moto Motors Event           | Grégory Fastré Gregg Black Alexander Cudlin                                      |
| 2016–17 | GMT94 Yamaha                      | 146    | Yamaha YZF-R1      | Niccolò Canepa David Checa Mike Di Meglio Lucas Mahias                                        | Suzuki Endurance Racing Team           | Anthony Delhalle Vincent Philippe Etienne Masson Alexander Cudlin Sodo Hamahara | Yamaha Austria Racing Team        | Broc Parkes Iván Silva Marvin Fritz Kohta Nozane                                 |
| 2017–18 | F.C.C. TSR Honda France           | 171,5  | Honda CBR1000RR    | Joshua Hook Alan Techer Freddy Foray                                                          | GMT 94                                 | David Checa Niccolo Canepa Mike Di Meglio                                       | Honda Endurance Racing            | Julien Da Costa Sébastien Gimbert Erwan Nigon Yonny Hernández                    |
| 2018–19 | Team SRC Kawasaki France          | 145,5  | Kawasaki ZX-10R    | Jérémy Guarnoni David Checa Erwan Nigon Randy de Puniet                                       | F.C.C TSR Honda                        | Freddy Foray Josh Hook Mike Di Meglio                                           | Suzuki Endurance Racing Team      | Vincent Philippe Etienne Masson Gregg Black                                      |
| 2019–20 | Suzuki Endurance Racing Team      | 167,5  | Suzuki GSX-R 1000  | Etienne Masson Gregg Black Xavier Simeon Vincent Philippe                                     | Yamaha Austria Racing Team             | Marvin Fritz Niccolo Canepa Broc Parkes Karel Hanika Loris Baz                  | F.C.C. TSR Honda                  | Freddy Foray Josh Hook Mike Di Meglio                                            |
| 2021    | Yoshimura SERT Motul              | 175,5  | Suzuki GSX-R 1000R | Sylvain Guintoli Gregg Black Xavier Simeon                                                    | BMW Motorrad World Endurance           | Ilya Mykhalchyk Markus Reiterberger Kenny Foray Javier Forés                    | Webike SRC Kawasaki               | David Checa Jérémy Guarnoni Erwan Nigon                                          |
| 2022    | F.C.C. TSR Honda France           | 154    | Honda CBR1000RR-R  | Joshua Hook Mike Di Meglio Gino Rea Alan Techer                                               | Yoshimura Suzuki Endurance Racing Team | Gregg Black Xavier Simeon Sylvain Guintoli Kazuki Watanabe                      | Viltais Racing Igol               | Erwan Nigon Florian Alt Steven Odendaal                                          |
| 2023    | Yamaha Austria Racing Team        | 181    | Yamaha YZF-R1      | Niccolo Canepa Marvin Fritz Karel Hanika                                                      | Yoshimura Suzuki Endurance Racing Team | Gregg Black Sylvain Guintoli Étienne Masson                                     | BMW Motorrad World Endurance Team | Markus Reiterberger Illia Mykhalchyk Jérémy Guarnoni                             |

## Sistema de pontuação
Sistema de pontuação
| Duração          | 1º | 2º | 3º | 4º | 5º | 6º | 7º | 8º | 9º | 10º | 11º | 12º | 13º | 14º | 15º | 16º | 17º | 18º | 19º | 20º |
| ---------------- | -- | -- | -- | -- | -- | -- | -- | -- | -- | --- | --- | --- | --- | --- | --- | --- | --- | --- | --- | --- |
| 24 Horas         | 40 | 33 | 28 | 24 | 21 | 19 | 17 | 15 | 13 | 11  | 10  | 9   | 8   | 7   | 6   | 5   | 4   | 3   | 2   | 1   |
| 12 Horas         | 35 | 29 | 25 | 21 | 18 | 16 | 14 | 13 | 12 | 11  | 10  | 9   | 8   | 7   | 6   | 5   | 4   | 3   | 2   | 1   |
| Menos de 8 Horas | 30 | 24 | 21 | 19 | 17 | 15 | 14 | 13 | 12 | 11  | 10  | 9   | 8   | 7   | 6   | 5   | 4   | 3   | 2   | 1   |

- Para equipa, estes serão os pontos somados em cada corrida.
- Para os construtores, apenas será contabilizada a pontuação da melhor moto de cada construtor.

Para corridas com uma duração entre 12 e 24 horas, seraó estabelecidas classificações parciais.
Após 8 e 16 horas de corrida, as 10 equipas (e pilotos) mais bem classificadas nessa altura receberão pontos de bónus da seguinte forma:
Pontos de bónus:
| 1º | 2º | 3º | 4º | 5º | 6º | 7º | 8º | 9º | 10º |
| -- | -- | -- | -- | -- | -- | -- | -- | -- | --- |
| 10 | 9  | 8  | 7  | 6  | 5  | 4  | 3  | 2  | 1   |

- Nas corridas com duração entre 12 e 24 horas, este pontos de bónus serão atribuídos ao fim de 8 e 16 horas de prova para os concorrentes no top-10, independentemente do resultado final da corrida.

Pontos qualificação:
| 1º | 2º | 3º | 4º | 5º |
| -- | -- | -- | -- | -- |
| 5  | 4  | 3  | 2  | 1  |

- Em cada prova os 5 primeiros da grelha de partida recebem pontos pela qualificação.

## Corridas mais recentes
| 1/08    | 19-04-08 | França     | Le Mans              | 24 Hours Du Mans         | SERT #2: William Costes, Barry Veneman, Guillaume Dietrich                          |
| 2/08    | 10-05-08 | Espanha    | Albacete             | 6 Hours of Albacete      | SERT #1: Vincent Philippe, Matthieu Lagrive, Julien DaCosta                         |
| 3/08    | 27-07-08 | Japão      | Suzuka               | 8 Hours Of Suzuka        | Dream Honda Racing Team #11: R. Kiyonari, Carlos Checa                              |
| 4/08    | 09-08-08 | Alemanha   | Oschersleben         | 8 Hours of Oschersleben  | Kawasaki France #11: Julien Mazuecos, Ivan Silva, Erwan Nigon                       |
| 5/08    | 13-09-08 | França     | Magny-Cours          | 24 Hours Bol d'Or        | SERT #1: Vincent Philippe, Matthieu Lagrive, Julien DaCosta                         |
| 6/08    | 08-11-08 | Catar      | Lusail               | 8 Hours of Doha          | YART #7: Igor Jerman, Steve Martin, Steve Plater                                    |
| 1/09    | 18-04-09 | França     | Le Mans              | 24 Hours Du Mans         | YART #7: Igor Jerman, Steve Martin, Gwen Giabbani                                   |
| 2/09    | 31-0-09  | Alemanha   | Oschersleben         | 8 Hours of Oschersleben  | YART #7: Igor Jerman, Steve Martin, Gwen Giabbani                                   |
| 3/09    | 04-07-09 | Espanha    | Albacete             | 8 Hours of Albacete      | YART #7: Igor Jerman, Steve Martin, Gwen Giabbani                                   |
| 4/09    | 26-07-09 | Japão      | Suzuka               | 8 Hours Of Suzuka        | Yoshimura Suzuki #12: D.Sakai, K. Tokudome, N. Aoki                                 |
| 5/09    | 13-09-09 | França     | Magny-Cours          | 24 Hours Bol d'Or        | SERT #1: Vincent Philippe, Olivier Four, Freddy Foray                               |
| 6/09    | 14-11-09 | Catar      | Lusail               | 8 Hours of Doha          | YART #7: Igor Jerman, Steve Martin, Gwen Giabbani                                   |
| 1/10    | 18-04-10 | França     | Le Mans              | 24 Hours Du Mans         | GSR Kawasaki #11: Julien Da Costa, Olivier Four, Grégory Leblanc                    |
| 2/10    | 22-05-10 | Espanha    | Albacete             | 8 Hours of Albacete      | SERT #2: Vincent Philippe, Guillaume Dietrich, Freddy Foray                         |
| 3/10    | 25-07-10 | Japão      | Suzuka               | 8 Hours Of Suzuka        | MuSASHI RT HARC-PRO #634: Ryuichi Kiyonari, Takaaki Nakagami, Takumi Takahashi      |
| 4/10    | 12-09-10 | França     | Magny-Cours          | 24 Hours Bol d'Or        | SERT #2: Vincent Philippe, Guillaume Dietrich, Freddy Foray                         |
| 5/10    | 13-11-10 | Catar      | Lusail               | 8 Hours of Doha          | SERT #2: Vincent Philippe, Guillaume Dietrich, Freddy Foray                         |
| 1/11    | 16-04-11 | França     | Magny-Cours          | 24 Hours Bol d'Or        | SERT #1: Vincent Philippe, Freddy Foray, Sakai Daisaku                              |
| 2/11    | 21-05-11 | Espanha    | Albacete             | 8 Hours of Albacete      | BMW MOTORRAD FRANCE 99 #99: Sébastien Gimbert, Erwan Nigon, Hugo Marchand           |
| 3/11    | 31-07-11 | Japão      | Suzuka               | 8 Hours Of Suzuka        | F.C.C. TSR HONDA #11: Kohsuke Akiyoshi, Shin'ichi Itoh, Ryuichi Kiyonari            |
| 4/11    | 24-04-11 | França     | Le Mans              | 24 Hours Du Mans         | SRC Kawasaki #11: Julien Da Costa, Grégory Leblanc, Olivier Four                    |
| 5/11    | 12-11-11 | Catar      | Lusail               | 8 Hours of Doha          | YAMAHA FRANCE GMT 94 IPONE #94: David Checa, Kenny Foray, Matthieu Lagrive          |
| 1/12    | 14-04-12 | França     | Magny-Cours          | 24 Hours Bol d'Or        | SRC Kawasaki #11: Julien Da Costa, Grégory Leblanc, Olivier Four                    |
| 2/12    | 9-06-12  | Catar      | Lusail               | 8 Hours of Doha          | BMW Motorrad France Team Thevent #99: Sébastien Gimbert, Damian Cudlin, Erwan Nigon |
| 3/12    | 29-07-12 | Japão      | Suzuka               | 8 Hours Of Suzuka        | F.C.C. TSR Honda #11: Jonathan Rea, Kosuke Akiyoshi, Tadayuki Okada                 |
| 4/12    | 11-08-12 | Alemanha   | Oschersleben         | 8 Hours of Oschersleben  | SERT #1: Vincent Phillippe, Anthony Delhalle, Yukio Kagayama                        |
| 5/12    | 8-09-12  | França     | Le Mans              | 24 Hours Du Mans         | Kawasaki SRC #11: Julien Da Costa, Gregory Leblanc, Freddy Foray                    |
| 1/13    | 21-04-13 | França     | Magny-Cours          | 24 Hours Bol d'Or        | SRC Kawasaki: Greg Leblanc, Loris Baz, Jeremy Guarnoni                              |
| 2/13    | 28-07-13 | Japão      | Suzuka               | 8 Hours Of Suzuka        | Musashi RT Harc-Pro: Takumi Takahashi, Leon Haslam, Michael van der Mark            |
| 3/13    | 17-08-13 | Alemanha   | Oschersleben         | 8 Hours of Oschersleben  | SERT: Vincent Philippe, Anthony Delhalle, Julien da Costa                           |
| 4/13    | 21-09-13 | França     | Le Mans              | 24 Hours Du Mans         | SRC Kawasaki #11: Grégory Leblanc, Fabien Foret, Nicolas Salchaud                   |
| 1/14    | 27-04-14 | França     | Magny-Cours          | 24 Hours Bol d'Or        | SRC Kawasaki: Gregory Leblanc, Mathieu Lagrive, Nicolas Salchaud                    |
| 2/14    | 27-07-14 | Japão      | Suzuka               | 8 Hours Of Suzuka        | MuSASHi RT HARC-PRO: Takumi Takahashi, Leon Haslam, Michael van der Mark            |
| 3/14    | 16-08-14 | Alemanha   | Oschersleben         | 8 Hours of Oschersleben  | Honda Endurance Racing: Julien Da Costa, Sebastien Gimbert, Freddy Foray            |
| 4/14    | 20-09-14 | França     | Le Mans              | 24 Hours Du Mans         | SERT: Vincent Philippe, Anthony Dehalle, Erwan Nigon                                |
| 1/15    | 19-04-15 | França     | Le Mans              | 24 Hours Du Mans         | SERT: Vincent Philippe, Anthony Delahalle, Étienne Masson                           |
| 2/15    | 26-07-15 | Japão      | Suzuka               | 8 Hours Of Suzuka        | Yamaha Factory Racing Team: Katsuyuki Nakasuga, Pol Espargaró, Bradley Smith        |
| 3/15    | 22-08-15 | Alemanha   | Oschersleben         | 8 Hours of Oschersleben  | GMT94 Yamaha: David Checa, Kenny Foray, Mathieu Gines                               |
| 4/15    | 20-09-15 | França     | Paul Ricard          | 24 Hours Bol d'Or        | Kawasaki SRC: Gregory Leblanc, Mathieu Lagrive, Fabien Foret                        |
| 1/16    | 10-04-16 | França     | Le Mans              | 24 Hours Du Mans         | Kawasaki SRC: Gregory Leblanc, Mathieu Lagrive, Fabien Foret                        |
| 2/16    | 12-06-16 | Portugal   | Algarve              | 12 Horas de Portimão     | GMT94 Yamaha: David Checa, Lucas Mathias, Niccoló Canepa                            |
| 3/16    | 31-07-16 | Japão      | Suzuka               | 8 Hours Of Suzuka        | Yamaha Factory Racing Team: Katsuyuki Nakasuga, Pol Espargaró, Alex Lowes           |
| 4/16    | 27-08-16 | Alemanha   | Oschersleben         | 8 Hours of Oschersleben  | GMT94 Yamaha: David Checa, Lucas Mahias, Niccoló Canepa                             |
| 1/16-17 | 20-09-16 | França     | Paul Ricard          | 24 Hours Bol d'Or        | SERT: Vincent Philippe, Anthony Delahalle, Étienne Masson                           |
| 2/16-17 | 16-04-17 | França     | Le Mans              | 24 Hours Du Mans         | GMT94 Yamaha: David Checa, Niccoló Canepa, Mike di Meglio                           |
| 3/16-17 | 20-05-17 | Alemanha   | Oschersleben         | 8 Hours of Oschersleben  | GMT94 Yamaha: David Checa, Niccoló Canepa, Mike di Meglio                           |
| 4/16-17 | 24-06-17 | Eslováquia | Slovakia Ring        | 8 Hours of Slovakia Ring | GMT94 Yamaha: David Checa, Niccoló Canepa, Mike di Meglio                           |
| 5/16-17 | 30-07-17 | Japão      | Suzuka               | 8 Hours Of Suzuka        | Yamaha Factory Racing Team: Katsuyuki Nakasuga, Alex Lowes, Michael van der Mark    |
| 1/17-18 | 17-09-17 | França     | Paul Ricard          | 24 Hours Bol d'Or        | GMT94 Yamaha: David Checa, Niccoló Canepa, Mike di Meglio                           |
| 2/17-18 | 22-04-18 | França     | Le Mans              | 24 Hours Du Mans         | F.C.C. TSR Honda France: Josh Hook, Freddy Foray, Alan Techer                       |
| 3/17-18 | 12-05-18 | Eslováquia | Slovakia Ring        | 8 Hours of Slovakia Ring | YART: Broc Parkes, Marvin Fritz, Max Neukirchner                                    |
| 4/17-18 | 09-06-18 | Alemanha   | Oschersleben         | 8 Hours of Oschersleben  | F.C.C. TSR Honda France: Josh Hook, Freddy Foray, Alan Techer                       |
| 5/17-18 | 29-07-18 | Japão      | Suzuka               | 8 Hours Of Suzuka        | Yamaha Factory Racing Team: Katsuyuki Nakasuga, Alex Lowes, Michael van der Mark    |
| 1/18-19 | 16-09-18 | França     | Paul Ricard          | 24 Hours Bol d'Or        | F.C.C. TSR Honda France: Josh Hook, Freddy Foray, Mike di Meglio                    |
| 2/18-19 | 21-04-19 | França     | Le Mans              | 24 Hours Du Mans         | Team SRC Kawasaki France #11: Jérémy Guarnoni, David Checa, Erwan Nigon             |
| 3/18-19 | 11-05-19 | Eslováquia | Slovakia Ring        | 8 Hours of Slovakia Ring | YART: Broc Parkes, Marvin Fritz, Niccoló Canepa                                     |
| 4/18-19 | 08-06-19 | Alemanha   | Oschersleben         | 8 Hours of Oschersleben  | F.C.C. TSR Honda France: Josh Hook, Freddy Foray, Mike di Meglio                    |
| 5/18-19 | 28-07-19 | Japão      | Suzuka               | 8 Hours Of Suzuka        | Kawasaki Racing Team Suzuka 8H: Leon Haslam, Toprak Razgatlioglu, Jonathan Rea      |
| 1/19-20 | 22-09-19 | France     | Paul Ricard          | 24 Hours Bol d'Or        | SERT: Vincent Philippe, Étienne Masson, Gregg Black                                 |
| 2/19-20 | 14-12-19 | Malaysia   | Sepang               | 8 Hours of Sepang        | YART: Broc Parkes, Karel Hanika, Niccoló Canepa                                     |
| 3/19-20 | 30-08-20 | France     | Bugatti Circuit      | 24 Hours Moto            | F.C.C. TSR Honda France: Joshua Hook, Freddy Foray, Mike Di Meglio                  |
| 4/19-20 | 27-09-20 | Portugal   | Autódromo do Estoril | 12 Horas do Estoril      | YART: Marvin Fritz, Karel Hanika, Niccoló Canepa                                    |
| 1/21    | 13-06-21 | France     | Bugatti Circuit      | 24 Hours Moto            | Yoshimura SERT Motul: Gregg Black, Xavier Simeon, Sylvain Guintoli                  |
| 2/21    | 17-07-21 | Portugal   | Autódromo do Estoril | 12 Horas do Estoril      | F.C.C. TSR Honda France: Joshua Hook, Yuki Takahashi, Mike Di Meglio                |
| 3/21    | 19-09-21 | France     | Paul Ricard          | 24 Hours Bol d'Or        | Yoshimura SERT Motul: Gregg Black, Xavier Simeon, Sylvain Guintoli                  |
| 4/21    | 9-10-21  | CZE        | Autodrom Most        | 6 Hours of Most          | BMW Motorrad: Ilya Mykhalchyk, Markus Reiterberger, Kenny Foray                     |

## Classes e especificações
As motos devem ser baseadas em modelos de estrada e estarem homolgadas pela FIM. 

### Fórmula EWC
Cilindradas
- 4 cilindros Mais de 600 cc até 1000 cc 4-tempos
- 3 cilindros Mais de 750 cc até 1000 cc 4-tempos
- 2 cilindros Mais de 850 cc até 1200 cc 4-tempos

Peso mínimo
- 170 kg: para corridas inteiramente diurnas.
- 175 kg: para corridas com parte à noite.

### Superstock
Cilindrada
- 3 cilindros e 4 cilindros Mais de 750 cc até 1000 cc 4-tempos
- 2 cilindros Mais de 850 cc até 1200 cc 4-tempos